# Ешман-е-Камачал
Ешман-е-Камачал (перс. اشمان كماچال) — село в Ірані, у дегестані Кіяшахр, у бахші Кіяшахр, шагрестані Астане-Ашрафіє остану Ґілян. За даними перепису 2006 року, його населення становило 373 особи, що проживали у складі 118 сімей.

## Клімат
Середня річна температура становить 14,52 °C, середня максимальна – 28,53 °C, а середня мінімальна – -0,32 °C. Середня річна кількість опадів – 1188 мм.
| Клімат поселення                              | Клімат поселення | Клімат поселення | Клімат поселення | Клімат поселення | Клімат поселення | Клімат поселення | Клімат поселення | Клімат поселення | Клімат поселення | Клімат поселення | Клімат поселення | Клімат поселення | Клімат поселення |
| Показник                                      | Січ.             | Лют.             | Бер.             | Квіт.            | Трав.            | Черв.            | Лип.             | Серп.            | Вер.             | Жовт.            | Лист.            | Груд.            |                  |
| Середній максимум, °C                         | 8,80             | 9,37             | 11,99            | 17,55            | 21,89            | 25,72            | 28,53            | 28,26            | 24,87            | 20,95            | 16,19            | 11,93            |                  |
| Середня температура, °C                       | 4,24             | 4,80             | 7,43             | 13,00            | 17,31            | 21,17            | 24,46            | 24,18            | 20,80            | 16,90            | 12,12            | 7,86             |                  |
| Середній мінімум, °C                          | −0,32            | 0,25             | 2,87             | 8,43             | 12,77            | 16,60            | 20,39            | 20,10            | 16,74            | 12,81            | 8,04             | 3,78             |                  |
| Норма опадів, мм                              | 113              | 93               | 86               | 46               | 46               | 32               | 32               | 63               | 141              | 218              | 179              | 139              |                  |
| Середньомісячна швидкість вітру, м/с          | 2.40             | 2.50             | 2.48             | 2.40             | 2.40             | 2.68             | 2.65             | 2.30             | 2.10             | 2.20             | 2.02             | 2.22             |                  |
| Середньомісячна сонячна радіація, кДж/м²·день | 6914             | 8985             | 10926            | 15409            | 19673            | 21848            | 22398            | 18824            | 15168            | 10677            | 8541             | 6632             |                  |
| --------------------------------------------- | ---------------- | ---------------- | ---------------- | ---------------- | ---------------- | ---------------- | ---------------- | ---------------- | ---------------- | ---------------- | ---------------- | ---------------- | ---------------- |
| Джерело:                                      |                  |                  |                  |                  |                  |                  |                  |                  |                  |                  |                  |                  |                  |